# Steatoda albomaculata
Steatoda albomaculata là một loài nhện trong họ Theridiidae.
Loài này thuộc chi Steatoda. Steatoda albomaculata được Charles De Geer miêu tả năm 1778.